# NGC 1107
NGC 1107 (другие обозначения — UGC 2307, MCG 1-8-6, ZWG 415.13, PGC 10683) — линзообразная галактика (S0) в созвездии Кит. Открыта Альбертом Мартом в 1864 году. Описание Дрейера: «тусклый, очень маленький объект круглой формы».